# Карагай-Булак
Карагай-Булак (кирг. Карагай-Булак) — село в Ысык-Атинском районе Чуйской области Кыргызстана. Входит в состав Иссык-Атинского аильного округа. Код СОАТЕ — 41708 206 822 05 0.

## География
Село расположено в центральной части области, на северных склонах Киргизского хребта, на расстоянии приблизительно 27 километров (по прямой) к юго-юго-востоку (SSE) от города Кант, административного центра района. Абсолютная высота — 1788 метров над уровнем моря.

## Население
| год     | 2009 | 2014 | 2015 |
| ------- | ---- | ---- | ---- |
| человек | 693  | 622  | 750  |